# Прилепський Євген Дмитрович
Євге́н Дми́трович Прилепський — український науковець, доктор фізико-математичних наук, професор.

## Життєпис
Випускник 1966 року кафедри фізики та радіоелектроніки Харківського університету повітряних сил.
Довгий час очолював кафедри фізики та радіоелектроніки університету повітряних сил.
Входить до складу редакційної колегії видання «Системи обробки інформації».
Наукові інтереси:
- пасивна радіолокація міліметрового діапазону
- отримання та обробка зображень

### Серед робіт
- «Дослідження та застосування в системах захисту інформації кореляційного критерію подібності графічних структур», 2014, співавтори Лосєв Юрій Іванович, Рубан Ігор Вікторович
- «Оптимізація обробки сигналу радіолокаційних станцій із синтезованою апертурою антени в умовах впливу незкомпенсованих фазових флуктуацій», 2004